# Marcin Cieński
Marcin Cieński (ur. 3 października 1959 we Wrocławiu) – polski filolog, specjalizujący się w historii literatury polskiej okresu oświecenia, literaturoznawstwie; nauczyciel akademicki związany z Uniwersytetem Wrocławskim.

## Życiorys
Urodził się we Wrocławiu jako syn profesora Andrzeja Cieńskiego. Po ukończeniu szkoły podstawowej kontynuował naukę w VII Liceum Ogólnokształcącym im. Krzysztofa Kamila Baczyńskiego, w klasie o profilu matematyczno-fizycznym. Następnie podjął w 1977 roku studia na kierunku filologia o specjalności filologia polska na Uniwersytecie Wrocławskim, które ukończył w 1982 roku. Po ukończeniu studiów podjął pracę na stanowisku asystenta w macierzystym Instytucie Filologii Polskiej. W 1989 roku uzyskał stopień naukowy doktora nauk humanistycznych na podstawie pracy pt. Formacja oświeceniowa w literaturze Polski i Niemiec. Wraz z nowym tytułem otrzymał stanowisko adiunkta. W 2001 roku nadano mu stopień naukowy doktora habilitowanego nauk humanistycznych w zakresie literaturoznawstwa o specjalności historia literatury polskiej, na podstawie rozprawy nt. Pejzaże oświeconych. Sposoby przedstawiania krajobrazu w literaturze polskiej w latach 1770–1830. W 2017 został mianowany profesorem nadzwyczajnym w Uniwersytecie Wrocławskim.
Członek redakcji czasopisma „Wiek Oświecenia”.
Jest kierownikiem Pracowni Komparatystyki Literackiej. Pełnił funkcję prodziekana ds. dydaktyki (2008–2012), a od 2012 roku dziekana Wydziału Filologicznego.
Zainteresowania naukowe Marcina Cieńskiego koncentrują się wokół problematyki związanej z historią literatury polskiej okresu oświecenia, literaturoznawstwem. Do jego najważniejszych publikacji należą:
- Formacja oświeceniowa w literaturze Polski i Niemiec, Wrocław 1992.
- Oświecenie, Wrocław 1999.
- Dramaty Franciszka Zabłockiego. Interpretacje, Wrocław 2000.
- Język, stereotyp, przekład, Wrocław 2002.
- Fredro, Wrocław 2003.
- Mikołaj Rej – w pięćsetlecie urodzin: studia literaturoznawcze, Wrocław 2007.
- Humanizm polski i wspólnoty: naród, społeczeństwo, państwo, Europa, Warszawa 2010.